# Chemin Tiffin
Pour les articles homonymes, voir Tiffin.
Le chemin Tiffin est une rue servant de frontière entre les villes de Saint-Lambert et de Longueuil sur la Rive-Sud de Montréal.

## Situation et accès
Le chemin Tiffin débute sur la rue Saint-Georges à LeMoyne tout juste au nord de la rue Saint-Thomas. Au nord de la rue Bourdeau, la voie entre à Longueuil et se termine devant le CÉGEP Champlain à l'intersection de la rue Saint-Charles (rue Riverside côté Saint-Lambert).

## Origine du nom
Le chemin Tiffin a été nommé en l'honneur de Joseph Tiffin, propriétaire de terrains dans le secteur.

## Historique
Autrefois appelée « Montée de la Côte-Noire »; elle a pris son nom actuel en 1953. 
Elle a connu plusieurs réaménagements, principalement en 2023